# Heliga platser och pilgrimsvägar i Kiibergen
Heliga platser och pilgrimsvägar i Kiibergen är ett världsarv på Kiihalvön i Japan. 

## Urvalskriterier
Läget och lederna för detta världsarv valdes utifrån deras historiska och moderna betydelse i religiös pilgrimsvandring. Den uppmärksammades också för sin fusion mellan shintoistisk och buddhistisk tro och en väldokumenterad traditionshistoria över en period på 1 200 år. Naturvyerna på Kiihalvön togs även i beaktande, med sina många bäckar, floder och vattenfall. Formellt nominerades enskilda byggnadsverk härrörande till buddhistiska tempel och shintohelgedomar på samma sätt och inte hela anläggningar. Delar av vandringsleder togs också med. Totalt valde man ut 242 objekt till nomineringen.

## Lista över världsarvets platser
| Område            | Kulturell tillgång | Typ                          | Läge                                                        | Bild |
| ----------------- | --- | ---------------------------- | ----------------------------------------------------------- | ---- |
| Yoshino och Ōmine | Yoshino-yama (吉野山 Yoshino-yama?) | Berg                         | Yoshino-chō, Yoshino-gun, Nara-ken                          |      |
| Yoshino och Ōmine | Yoshino-Mikumari-jinja (吉野水分神社 Yoshino-mikumari-jinja?)                                                                               | Shintohelgedom               | Yoshino-chō, Yoshino-gun, Nara-ken                          |      |
| Yoshino och Ōmine | Kimpu-jinja (金峯神社 Kimpu-jinja?) | Shintohelgedom               | Yoshino-chō, Yoshino-gun, Nara-ken                          |      |
| Yoshino och Ōmine | Kimpusen-ji (金峯山寺 Kimpusen-ji?) | Shugendō/buddhistiskt tempel | Yoshino-chō, Yoshino-gun, Nara-ken                          |      |
| Yoshino och Ōmine | Yoshimizu-jinja (吉水神社 Yoshimizu-jinja?)                                                                                                 | Shintohelgedom               | Yoshino-chō, Yoshino-gun, Nara-ken                          |      |
| Yoshino och Ōmine | Ominesan-ji (大峯山寺 Ōminesan-ji?) | Shugendōtempel               | Tenkawa-mura, Yoshino-gun, Nara-ken                         |      |
| Kumano Sanzan     | Kumano Hongu Taisha (熊野本宮大社 Kumano Hongū Taisha?)                                                                                     | Shintohelgedom               | Tanabe-shi, Wakayama-ken                                    |      |
| Kumano Sanzan     | Kumano Hayatama Taisha (熊野速玉大社 Kumano Hayatama Taisha?)                                                                               | Shintohelgedom               | Shingū-shi, Wakayama-ken; Kiho-chō, Minamimuro-gun, Mie-ken |      |
| Kumano Sanzan     | Kumano Nachi Taisha (熊野那智大社 Kumano Nachi Taisha?)                                                                                     | Shintohelgedom               | Nachikatsuura-chō, Higashimuro-gun, Wakayama-ken            |      |
| Kumano Sanzan     | Seiganto-ji (青岸渡寺 Seiganto-ji?) | Tendaibuddhistiskt tempel    | Nachikatsuura-chō, Higashimuro-gun, Wakayama-ken            |      |
| Kumano Sanzan     | Nachi no Taki (那智滝 Nachi no Taki?) | Vattenfall                   | Nachikatsuura-chō, Higashimuro-gun, Wakayama-ken            |      |
| Kumano Sanzan     | Nachi Genjirin (那智原始林 Nachi Genjirin?)                                                                                                 | Skog                         | Nachikatsuura-chō, Higashimuro-gun, Wakayama-ken            |      |
| Kumano Sanzan     | Fudarakusan-ji (補陀洛山寺 Fudarakusan-ji?)                                                                                                 | Tendaibuddhistiskt tempel    | Nachikatsuura-chō, Higashimuro-gun, Wakayama-ken            |      |
| Kōyasan           | Niutsuhime-jinja (丹生都比売神社 Niutsuhime-jinja?)                                                                                         | Shintohelgedom               | Katsuragi-chō, Ito-gun, Wakayama-ken                        |      |
| Kōyasan           | Kongobu-ji (金剛峯寺 Kongōbu-ji?) | Shingonbuddhistiskt tempel   | Kōya-chō, Ito-gun, Wakayama-ken                             |      |
| Kōyasan           | Jison-in (慈尊院 Jison-in?) | Shingonbuddhistiskt tempel   | Kudoyama-chō, Ito-gun, Wakayama-ken                         |      |
| Kōyasan           | Niukanshofu-jinja (丹生官省符神社 Niukanshōfu-jinja?)                                                                                       | Shintohelgedom               | Kudoyama-chō, Ito-gun, Wakayama-ken                         |      |
| Pilgrimage Routes | Omine Okugakemichi (大峯奥駈道 Ōmine Okugakemichi?)                                                                                         | Trail                        | Byar mellan prefekturerna Nara and Wakayama                 |      |
| Pilgrimsleder     | Kumano Sankeimichi (熊野参詣道?) - Nakahechi (中辺路?), med Kumanofloden (熊野川?) - Kohechi (小辺路?) - Ōhechi (大辺路?) - Iseji (伊勢路?) | Vandringsled                 | Genom prefekturerna Mie och Wakayama                        |      |
| Pilgrimagsleder   | Kōyasan Chōishimichi (高野山町石道 Kōyasan Chōishimichi?)                                                                                   | Vandringsled                 | Byar i Ito-gun, Wakayama-ken                                |      |